# Okurková sezona
Okurková sezona (anglicky silly season – „hloupé období“, německy Sommerloch – „letní díra“ nebo Sauregurkenzeit – „čas kyselých okurek“) je vžité označení pro letní období, kdy se děje minimum událostí, které by byly mediálně významné (jsou mj. taky parlamentní prázdniny českého a Evropského parlamentu, v kultuře divadelní prázdniny).

## Původ výrazu
České označení je kalkem německého výrazu Sauer‑Gurken‑Zeit či Sauregurkenzeit – „čas kyselých okurek“. Tento pojem se v němčině objevil neporozuměním výrazu córes-jókres-cajt v jidiš, které doslova znamená „čas žalu a pokání“. K této záměně došlo pravděpodobně skrze berlínský dialekt němčiny, kde se výraz v jidiš podobal výslovnosti sousloví Sauere Gurken – „kyselé okurky“. Původ označení v jidiš lze etymologicky hledat v hebrejských slovech צרות‎ (carot) – „nouze, strach, starosti“ a יקרות‎ (jakrut) – „drahota, zdražení“ spojením s výpůjčkou jidiš צײַט‎ (cait) z německého Zeit – „čas“. Termín se objevil v Německu na konci 18. století.[zdroj?]
V němčině (Sauergukenzeit) i v češtině (okurková saisona) používal tisk tento výraz už ve 2. polovině 19. století.

## Okurková sezona v tisku
V novinách se okurková sezona projevuje publikováním senzačních zpráv namísto těch seriózních a významných (o lidožravých žralocích na Jadranu, pumě v Jeseníkách apod.). Některá média dávají větší prostor zprávám ze života celebrit.

### Okurková sezona a žraloci
Jako typický příklad novinových článků okurkové sezony se až do současnosti traduje, že český tisk každoročně uváděl zprávu o tom, že v Jaderském moři napadl žralok českou učitelku. Ve skutečnosti se jednalo o zprávu o napadení místní učitelky (nikoliv české) žralokem v roce 1907. Podle této zprávy na pobřeží ostrova Lesina (dnes Hvar) u obce San Giogio (dnes Sućuraj) zahubil žralok místní učitelku mateřské, jindy občanské (obecné) školy. Stejnou zprávu přinesl i zahraniční tisk.
Už brzy se z tragédie z roku 1907 stala zesměšňovaná zpráva, kterou měl tisk údajně každý rok čtenářům předkládat. V dalších letech se ale český tisk na tuto událost pouze odvolával a připomínal ji (nikoliv nutně v okurkové sezóně) v souvislosti s jinými případy napadení člověka žralokem.
Z digitalizovaného českého tisku v digitální knihovně Kramerius nevyplývá, že by se jednalo o zprávu opakovanou.
V roce 1924 uvedly Národní listy, že po devíti letech měl žralok opět zabít na Jadranu blíž neurčenou učitelku. Tato zpráva ale byla formulována jako žertovná, o pravdivosti pochybující a bez uvedení, kdo měl tuto zprávu šířit. V roce 1935 Lidové noviny konstatovaly, že informace o českých učitelkách a žralocích šířil především německý tisk.
Čtenářsky atraktivní informace o napadení člověka žralokem přirozeně tisk přinášel a přináší často.